# 화이트 밀크
《화이트 밀크》(영어: The Son of No One)는 미국에서 제작된 디토 몬티얼 감독의 2011년 범죄 스릴러 영화이다. 채닝 테이텀 등이 출연하였고, 아비 러너 등이 제작에 참여하였다.

## 출연
- 채닝 테이텀
- 트레이시 모건
- 케이티 홈스
- 레이 리오타
- 쥘리에트 비노슈
- 알 파치노
- 제임스 랜슨
- 제이크 체리

## 기타 제작진
- 라인 제작: 브라이언 벨
- 배역: 케리 바든, 폴 슈니
- 미술: 베스 미클
- 의상: 샌드라 허낸데즈